# 10セント・ビア・ナイト
10セント・ビア・ナイト（英: "Ten-Cent Beer Night"）は、メジャーリーグベースボール（MLB）において起きた騒動。
1974年6月4日、テキサス・レンジャーズ対クリーブランド・インディアンス戦においてインディアンスが集客のため球場のビールを10セント（当時の日本円で約28円）で販売したことが発端で、酔った観客がフィールドに乱入して収拾がつかなくなった。ゲームは放棄試合とされ、レンジャーズに勝ちがついた。

## 背景
レンジャーズとインディアンスは、この試合の1週間前、レンジャーズの本拠地であるアーリントン・スタジアムの試合でも乱闘騒ぎを起こしており、その試合でも今回のケースと同様、球場のビールを安く販売していた。
クリーブランドは度重なる工場の閉鎖によって、大量の失業者が溢れかえっていた。この頃インディアンスの一試合あたりの観客動員数は8,000人程度で、集客に躍起になっていたインディアンスは、これらの労働者を相手にこの試合でビールを安く販売するプロモーションを打ち、当日は25,000人以上の観客が詰め掛けていた。

## 試合の経過と結果

### 試合結果
表中のRは得点、Hは安打、Eは失策を示す。日付は現地時間。
- 1974年6月4日：オハイオ州クリーブランド - ミュニシパル・スタジアム

|                | 1 | 2 | 3 | 4 | 5 | 6 | 7 | 8 | 9 | R | H  | E |
| -------------- | - | - | - | - | - | - | - | - | - | - | -- | - |
| レンジャーズ   | 0 | 1 | 1 | 1 | 0 | 2 | 0 | 0 | 0 | 5 | 9  | 1 |
| インディアンス | 0 | 0 | 0 | 1 | 0 | 2 | 0 | 0 | 2 | 5 | 12 | 0 |

1. 勝利：-
2. 敗戦：-
3. 本塁打
TEX：トム・グリーヴ (4)(5)
CLE：なし
4. 試合時間: 3時間5分、観客動員数: 25,134人、主審: ラリー・マッコイ、塁審: ジョー・ブリンクマン、ニック・ブリミガン、ネスター・チャイラク

### 経過
試合開始時点では、既に多くの観客がほろ酔いの状態だった。1回の早い段階で、観客席からは爆発音がしたりしていたという。2回には女性が乱入し、インディアンスのネクストバッターズサークルで服を脱ぐ騒ぎを起こす。その後4回にレンジャーズのトム・グリーヴがこの日2本目の本塁打を放つと、裸の男がフィールドに入り込み二塁ベースにスライディングをした。5回にも親子が内野に入り込み観衆の前で尻を見せるという騒ぎが起きる。
試合は先制されたインディアンスが後半反撃し、3-5とリードされた9回1アウトから1点を返し、その後に走者満塁からジョン・ローウェンスタインの犠牲フライでインディアンスが同点に追いつく。しかし次の打者レロン・リーが打席に入る頃には、ファンからグラウンドにゴルフボールや石、乾電池などが投げ込まれるようになった。レンジャーズの外野手ジェフ・バロウズは観客にグラブをひったくられてしまい、客を追いかけてスタンドに入ったところを大勢のファンに取り囲まれ、グラウンドに戻れなくなってしまった。バロウズを救出するため、レンジャーズの監督ビリー・マーチンはバットを片手に選手たちと外野スタンドに向かった。
この試合のチーフアンパイアを勤めたネスター・チャイラクも観客の襲撃を受け、椅子で殴られた際に頭に怪我をした。挙句の果てに内野のベースが盗まれてしまったため、審判団は試合の続行を諦め没収試合を宣言、試合はレンジャーズの勝ちとされた。

## 事件後
試合後やや遅れてクリーブランド警察の機動隊が介入し、乱闘に加わった観客9人が逮捕された。当時のアメリカンリーグ会長リー・マクフェイルは、以後酒類を安く販売するイベントを中止するよう勧告したが、当のインディアンスは、会長の勧告があるまで残りのシーズンでのビール安売りイベントを中止するつもりがなかったという。
当時インディアンスの選手だったラスティ・トーレスは、この試合は自らが立ち会った2試合目の没収試合であり(1試合目はニューヨーク・ヤンキース時代のワシントン・セネタースとの一戦で、翌年からテキサスへ移転するためにセネタースファンが多数フィールドに乱入してスタジアムの土やベースなどを持っていったため没収試合)、さらに後のディスコ・デモリッション・ナイトにも立ち会った。